# 세드릭 타이만스
세드릭 타이만스(네덜란드어: Cédric Taymans, 1975년 4월 11일~)는 벨기에의 유도 선수이다. 2000년 하계 올림픽에 참가했으며 세계 선수권 대회에서 은메달 1개, 동메달 1개, 유럽 선수권 대회에서 은메달 1개, 동메달 2개를 획득했다.

## 경력
1995년 스페인 바야돌리드에서 열린 유럽 주니어 선수권 대회에서 스페인의 켄지 우에마추의 뒤를 이어 준우승을 차지했다.
1997년 파리에서 열린 1997년 세계 선수권 대회에서 8강전에서 독일의 리하르트 트라우트만을 꺾으며 준결승에 올랐으며 준결승에서 일본의 노무라 다다히로에게 패했다. 패자부활전에 진출한 타이만스는 조선민주주의인민공화국의 강명창을 꺾고 동메달을 획득했다.
1999년 브라티슬라바에서 열린 유럽 선수권 대회에서 영국의 존 뷰캐넌과 아제르바이잔의 율두스 술타노프를 꺾고 결승에 진출했으며 결승에서 스페인의 오스카르 페냐스에게 패하여 은메달을 획득했다.